# Kenneth Johansson (ishockeymålvakt)
Lars Kenneth Johansson, född 5 juli 1962 i Ljungarums församling i Jönköping, är en tidigare ishockeymålvakt från Sverige. Han spelade för HV71 i Division 1 och Elitserien säsongerna 1980/1981-1990/1991, innan han gick till Rögle BK inför säsongen 1991/1992. Karriären avslutades därefter med två säsonger i HV71, 1995/1996 och 1996/1997.

### Fotnoter
1. ↑  Sveriges befolkning 2000, Version 1.03, Sveriges Släktforskarförbund: Johansson, Lars Kenneth
2. ↑  ”Kenneth Johansson” (på engelska). Elitprospects. http://www.eliteprospects.com/player.php?player=1822. Läst 21 augusti 2014.